# 信楽まちなか芸術祭
信楽まちなか芸術祭（しがらきまちなかげいじゅつさい）は、滋賀県甲賀市信楽で開催されている芸術祭。

## 概要
信楽焼の文化を発信することでその文化を世界的に周知してもらい、信楽焼およびその産地である信楽の活性化を図るべく計画された芸術祭。

### 第1回信楽まちなか芸術祭
- 主催：信楽陶芸トリエンナーレ実行委員会
- 期間：2010年10月1日（金）ー 11月23日（火・祝）
- 会場：信楽まちなか、滋賀県立陶芸の森、MIHO MUSEUM、信楽伝統産業会館

### 第2回信楽まちなか芸術祭
- 主催：2013年度信楽まちなか芸術祭実行委員会
- 期間：2013年10月01日（火）ー 10月20日（日）
- 会場：信楽まちなか中心市街地、滋賀県立陶芸の森、MIHO MUSEUM、信楽伝統産業会館

### 第3回信楽まちなか芸術祭
- 主催：2016年度信楽まちなか芸術祭実行委員会
- 期間：2016年10月１日（土）ー 10月23日（日）
- 会場：信楽まちなか中心市街地、滋賀県立陶芸の森、MIHO MUSEUM、信楽伝統産業会館

### 第4回信楽まちなか芸術祭
- 期間：2020年に開催予定